# Titani(IV) sulfide
Titani(IV) sulfide là một hợp chất vô cơ với công thức hóa học TiS2. Hợp chất này là một chất rắn màu vàng đến vàng kim loại với độ dẫn điện cao. TiS2 được sử dụng làm vật liệu chế tạo catốt trong pin sạc.

## Tổng hợp và các phản ứng
Titani(IV) sulfide được điều chế bởi phản ứng của các nguyên tố thành phần ở nhiệt độ khoảng 500 ℃.
Ti + 2S → TiS2
Hợp chất có thể được tổng hợp dễ dàng hơn từ titani(IV) chloride, nhưng hợp chất thu được sản phẩm này thường ít tinh khiết hơn so với hợp chất thu được từ phản ứng của các nguyên tố thành phần.
TiCl4 + 2H2S → TiS2 + 4HCl
Phản ứng này đã được áp dụng cho sự hình thành của các lớp TiS2 bằng cách lắng đọng hóa học. Thiol và disulfit hữu cơ có thể được sử dụng thay cho hydro sulfide.

## Tính chất hóa học
TiS2 không ổn định trong không khí. Khi gia nhiệt, chất rắn này trải qua quá trình oxy hóa thành titani(IV) oxide:
TiS2 + O2 → TiO2 + 2S
TiS2 cũng nhạy cảm với nước:
TiS2 + 2H2O → TiO2 + 2H2S↑
Khi đun nóng, TiS2 giải phóng lưu huỳnh, tạo thành dẫn xuất titani(III) sulfide:
2TiS2 → Ti2S3 + S

## Hợp chất khác
Phức hợp TiS2·NH3 được tạo thành khi cho TiS2 tác dụng với NH3 ở thể khí hoặc lỏng. TiS2 phản ứng với NH3 tạo thành chất lỏng màu tím đen, khi tách ra ở dạng bột/tinh thể có màu giống kim loại đồng.